# Орб (река, впадает в Средиземное море)
Орб (фр. Orb) — река длиной 136 км в департаменте Эро региона Окситания на юге Франции.

## География
Исток реки Орб расположен в горах Эскандорг, впадает в Средиземное море в коммуне Вальрас-Плаж. Русло реки пересекает горные массивы южной части Центрального массива: Эскандорг на западе, Монтань-Нуар на востоке и затем на севере, а также горы Фожер перед выходом в долину Безье.

## Течение
Исток реки расположен в горах Эскандорг у горы Бувиала (департамент Аверон) на высоте порядка 884 м неподалёку от деревни Рокредонд (фр.). Между Сэль-и-Рокозэль (фр.) и Авэном (фр.) Орб образует водохранилище Авэн (фр.), затем стекает по склонам до Буске-д'Орб (фр.). На высоте Бедарье русло реки резко поворачивает на восток и огибает горы у Фожера (фр.). Ниже городка Ламалу-ле-Бэн (фр.) Орб поворачивает на юг к высоте Тарассак, где в неё впадает приток Жор (фр.), и пересекает массив Фожер по узким расщелинам в направлении к Рокбрену (фр.). Несколькими километрами выше Сессенон-сюр-Орб (фр.) река выходит на равнину Безье и подходит к одноимённому городу, где пересекает Южный канал. У подножья старой горы в Орб впадает приток Лиру (фр.). В 15 км ниже Безье река впадает в Средиземное море в курортном городке Вальрас-Плаж (фр.).

## Гидрология
Наблюдения за водным режимом реки проводятся в течение 43 лет (1966—2009) в городе Безье, важном историческом центре департамента Эро, расположенном недалеко от устья реки.
Среднегодовой расход воды в этой точке — 23,7 м³ в секунду при площади бассейна 1330 км².

## Галерея

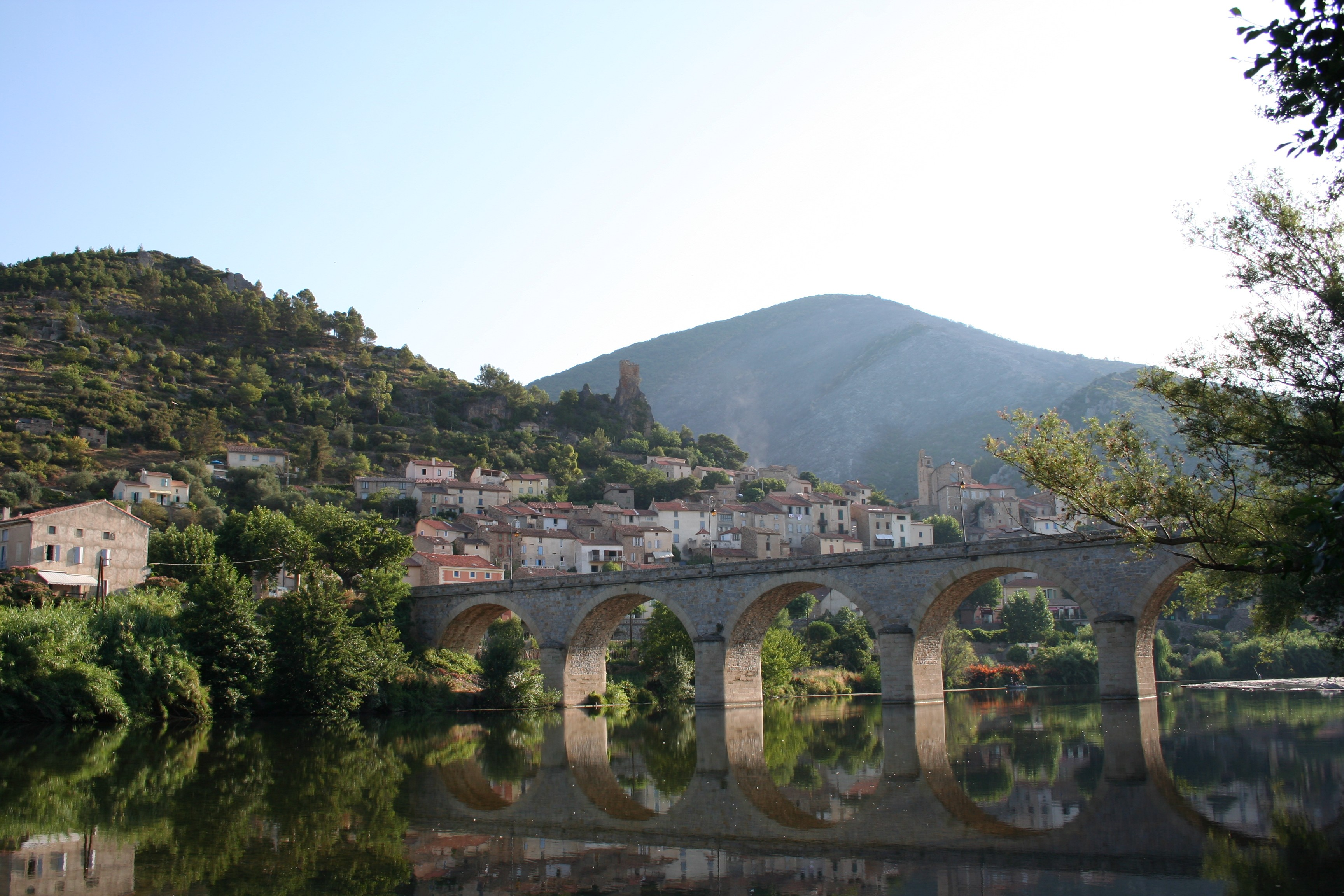
Орб в Рокбрене
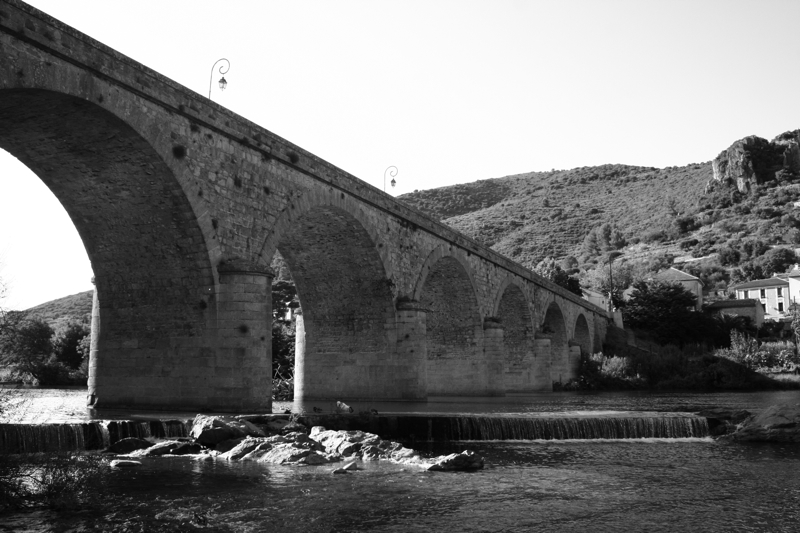
Мост через Орб в Рокбрене